# آرثر لوروا سميث
آرثر لوروا سميث هو سياسي كندي، ولد في 13 فبراير 1886 في ريجاينا في كندا، وتوفي في 17 ديسمبر 1951 في كالغاري في كندا. نشط حزبياً في الحزب الكندي التقدمي المحافظ. وقد انتخب عضو مجلس العموم الكندي.